# 埃伊納島
埃伊納島（希臘語：Αίγινα），又譯為厄吉那岛、愛琴娜島，是希臘的島嶼，位於萨罗尼科斯湾，屬於萨罗尼科斯群岛的一部分，長15公里、寬10公里，面積87平方公里，最高點海拔高度531米，海岸線長度約57公里，2021年人口数量为12,911人。行政上该岛隶属于阿提卡大區岛屿专区的埃伊纳市镇。除埃伊纳岛之外，同名市镇还包括该岛附近的一些小岛。该岛的首府为埃伊纳镇。
岛名源自于希腊神祇埃癸娜，她与宙斯生下的儿子埃阿科斯在该岛降生，日后为王统治这一岛屿。

## 地理
埃伊纳岛外形大致呈三角形，东西跨度约15公里（9.3英里），南北跨度约10公里（6.2英里），面积约87平方公里。
岛屿三分之二的面积为死火山地区。北面与西面是多石而肥沃的平原，适宜耕种，谷物茂密，还有棉花、葡萄、杏仁、橄榄与无花果。不过如今最知名的作物是开心果。在经济上，珊瑚渔业具有显著的重要性。南部地区多山，路况崎岖不平，土地贫瘠。岛屿上海拔最高的地点是南部的奥罗斯山（531米），潘赫勒尼亚山脊向北延伸，两边则是狭窄的肥沃山谷。

## 外部連結
- 官方网站  （希腊文）
- Map of Ancient Greece (includes Aegina Island)（页面存档备份，存于）
- Aegina's most informative online Internet Guide in English（页面存档备份，存于）